# Wonderland (Steve Aoki)
Wonderland è il primo album in studio del DJ statunitense Steve Aoki, pubblicato il 10 gennaio 2012 dalla Dim Mak Records.

## Tracce
1. Earthquakey People (feat. Rivers Cuomo) – 3:36
2. Ladi Dadi (feat. Wynter Gordon) – 4:45
3. Dangerous (feat. Zuper Blahq) – 3:41
4. Come with Me (Deadmeat) (feat. feat. Polina) – 4:17
5. Emergency (feat. Lil Jon and Chiddy Bang) – 3:37
6. Livin' My Love (feat. LMFAO and Nervo) – 3:08
7. Control Freak (feat. Blaqstarr & Kay) – 3:37
8. Steve Jobs (feat. Angger Dimas) – 6:15
9. Heartbreaker (feat. Lovefoxxx) – 4:11
10. Cudi the Kid (feat. Kid Cudi and Travis Barker) – 4:46
11. Ooh (feat. Rob Roy) – 4:46
12. The Kids Will Have Their Say (feat. Sick Boy with former members of The Exploited and Die Kreuzen) – 3:14
13. Earthquakey People (The Sequel) (feat. Rivers Cuomo) – 6:07

Tracce bonus
1. Turbulence (feat. Laidback Luke & Lil Jon) (Radio Edit) – 3:48
2. No Beef (feat. Afrojack & Miss Palmer) (Original Mix) – 6:01
3. Misfits (feat. Travis Barker) – 4:20